# Tamsweg
Tamsweg je trg v avstrijski deželi Salzburg blizu meje s Štajersko. Je upravno središče istoimenskega okrožja (Bezirk) Tamsweg in največje mesto Salzburške regije Lungau

## Geografija
Tamsweg je na južnem pobočju planinskega pasu Schladminger Tauern znotraj srednjevzhodnih Alp, v dolini zgornje Mure, najbolj suhe kotline v Avstriji. Občino sestavljajo katastrske skupnosti Haiden, Keusching, Lasaberg, Mörtelsdorf, Sauerfeld, Seetal, Tamsweg in Wölting

## Zgodovina
Lungau, ki je bil del rimske province Noricum, je od 6. stoletja dalje slovansko naselje, ki je v 8. stoletju padlo pod vpliv bavarskih vojvod. Kraj Taemswich je bilo prvič omenjeno okoli leta 1156. Župnijsko cerkev, prvotno izpostava bližnje Mariapfarr, je leta 1246 kupil salzburški nadškof Eberhard II. Princ-nadškof je imel romarsko cerkev svetega Leonarda okoli leta 1433, ki so jo  v poznem 15. stoletju razširili kot utrjeno cerkev zaradi ponovnih turških vpadov. Leta 1490 so jo zasedli madžarski vojaki kralja Matije Korvina in postala mesto nasilnih bojev proti oboroženim silam cesarja Friderika III..
Nadškofje so se borili proti protestantski reformaciji na svojih posestvih, v času protireformacije pa se je Tamsweg razširil kot škofovsko bivališče in krajani so leta 1587 pridobili nadaljnje tržne pravice, zlasti glede trgovine s soljo in železom. V času Napoleonove vojne prve koalicije so Tamsweg leta 1797 zasedli francoski vojaki. Po sekularizaciji leta 1803 salzburškega kneza-nadškofa je prešla s salzburškim elektorjem v avstrijsko cesarstvo po miru v Pressburgu leta 1805. Gospodarstvo oddaljenega območja se je odločno spodbujalo, ko je Tamsweg leta 1894 z odprtjem železniške proge po dolini Mure pridobil dostop do avstro-ogrskega železniškega omrežja.
Tamsweg je znan po svojih letnih procesijah Samsonove figure.

## Znamenitosti
- Razvaline gradu Schlossberg
- Razvaline Klausegg
- Grad Kuenburg
- Župnijska cerkev svetega Leonarda
- Dekanska župnijska cerkev Tamsweg hl. Jakob Starejši
- Župnijska cerkev Seetal
- Združenje Vereinigte zu Tamsweg, bratovščina, ki so jo leta 1738 ustanovili pogrebniki v regionalnem okolju Tamsweg, je bilo leta 2010 vključeno v nesnovno kulturno dediščino pri Unescu in je na avstrijskem seznamu [[kulturne dediščine. Spremljajo pogrebne obrede, sodelujejo v cerkvenih procesijah in vsako leto med 1. januarjem in soboto po pepelnični sredi organizirajo festivalski teden.

- St. Leonhard ob Tamsweg
- Razvaline Klausegg
- Strelišče na Prebersee
- Župnijska cerkev Seetal
- Samsonumzug – postaja pred mestno hišo
- Vlak Murtalbahn med Madlingom in Tamswegom

## Pobratena mesta
Iseo, Brescia, Lombardija, Italija

## Transport
Tamsweg leži na stičišču zveznih cest B95 Turracher Straße od Mauterndorfa do Predlitza-Turracha na Štajerskem in B96 Murtal Straße od Sankt Michaela im Lungau in Turske avtoceste A10 (evropska cesta E55) do Muraua.
Dostopen je tudi do terminalne postaje ozkotirne železniške proge Murtalbahn do južne avstrijske železnice (Südbahn) pri Unzmarkt-Frauenburgu